# 흰동가리아과
흰동가리아과(Amphiprioninae)는 자리돔과에 딸린 한 아과이다. 이 아과에 속한 물고기를 흔히 "흰동가리"라고 총칭하기도 한다. 몸길이는 15cm 정도로 산호초나 암초의 말미잘 주위에서 생활하며, 위협을 받을 때나 밤에는 말미잘의 촉수 사이에 숨는다. 말미잘과 공생하는데 피부에서 나오는 끈적끈적한 점액으로 말미잘 촉수에서 나오는 독으로부터 몸을 보호한다. 보통 말미잘 한 마리에는 큰 암컷 한 마리, 그보다 작은 수컷 한 마리, 그리고 어린 흰동가리 1~3마리가 집단을 이루어 생활한다. 산란기는 5-11월이며, 말미잘이 있는 암초 위에 알을 낳는다. 제주도·일본·필리핀·인도양·아프리카 동쪽 연안·홍해 등지에 분포한다.
알에서 태어났을 때는 성적으로 미성숙한 상태이나, 알을 까고 12개월에서 24개월이 지난 물고기는 수컷이 된다. 수컷은 암컷으로 성전환할 수 있으나, 거꾸로 암컷이 수컷이 되는 것은 불가능하다. 암컷이 죽거나 무리에서 없어지면 남은 수컷 중 하나가 암컷으로 성전환을 한다.
흰동가리는 2003년 픽사에서 만든 애니메이션 《니모를 찾아서》에 등장했다. 사람에게 잡혀서 수족관에 팔려나간 어린 흰동가리를 아버지가 구하는 내용이지만, 영화가 상영된 뒤 흰동가리의 수요가 일시적으로 늘었다. 해수 오염과 전지구적 기후 변화 때문에 흰동가리의 서식지가 줄어들고 있는 것을 우려하는 환경 운동가들은 이를 안 좋은 상황으로 여긴다. 하지만 현재는 흰동가리는 야생에서 채집되기보다는 양식으로 생산되기 때문에 남획에 의한 개체수 감소의 위협은 줄어들었다.

## 하위 속
- 흰동가리속 (Amphiprion)
- 고동색흰동가리속 (Premnas)